# ماوریتس لامرتینک
ماوریتس لامرتینک (هلندی: Maurits Lammertink؛ زادهٔ ۳۱ اوت ۱۹۹۰ ‏(۳۴ سال)) دوچرخه‌سوار اهل هلند است.
از باشگاه‌هایی که در آن رکاب زده‌است می‌توان به تیم دوچرخه‌سواری وکانسولیل–دی‌سی‌ام، تیم دوچرخه‌سواری رومپوت–ندرلانسه لوتری، و تیم کاتیوشا–آلپتسین اشاره کرد.